# Laura-Ioana Andrei
Laura-Ioana Andrei (Boekarest, 31 mei 1988) is een tennisspeelster uit Roemenië. Andrei begon met tennis toen zij zes jaar oud was. Zij speelt rechtshandig en heeft een tweehandige backhand. Zij is actief in het proftennis sinds mei 2004.
In 2019 trad Andrei in het huwelijk met haar Duitse coach, Calin Alexandru Paar. Tussen 30 maart 2019 en 17 mei 2019 schakelde zij over naar de naam Laura-Ioana Paar.

## Loopbaan

### Enkelspel
Andrei debuteerde in mei 2004 op het ITF-toernooi van haar geboortestad Boekarest (Roemenië) – daar kwam zij niet door de kwalificatie. In augustus 2004 kwalificeerde zij zich voor het ITF-toernooi van Iași (Roemenië). Zij stond in 2008 voor het eerst in een finale, op het ITF-toernooi van Boedapest (Hongarije) – zij verloor van landgenote Irina-Camelia Begu. In 2010 veroverde Andrei haar eerste titel, op het ITF-toernooi van Le Havre (Frankrijk), door Française Céline Ghesquière  te verslaan. Tot op heden(februari 2021) won zij dertien ITF-titels, de meest recente in 2019 in Sunderland (Engeland).
In 2019 kwalificeerde zij, inmiddels onder de naam Paar, zich voor het eerst voor een WTA-hoofdtoernooi, op het toernooi van Neurenberg. In haar openingspartij versloeg zij de Nederlandse Quirine Lemoine – in de tweede ronde verloor zij van landgenote Sorana Cîrstea.
Haar hoogste notering op de WTA-ranglijst is de 190e plaats, die zij bereikte in februari 2021.

### Dubbelspel
Andrei behaalde in het dubbelspel betere resultaten dan in het enkelspel. Zij debuteerde in mei 2004 op het ITF-toernooi van Boekarest (Roemenië), samen met landgenote Bianca Bonifate. Zij stond in 2006 voor het eerst in een finale, op het ITF-toernooi van El-Mansoera (Egypte), samen met de Servische Vojislava Lukić – zij verloren van het duo Katerina Avdiyenko en Iryna Koerjanovitsj. Drie maanden later veroverde Andrei haar eerste titel, op het ITF-toernooi van Mediaș (Roemenië), samen met landgenote Andrada Dinu, door het Roemeense duo Raluca Ciulei en Diana Enache te verslaan. Tot op heden(februari 2021) won zij 53 ITF-titels, de meest recente in 2020 in Altenkirchen (Duitsland).
In 2020 speelde zij, inmiddels onder de naam Paar, voor het eerst op een WTA-hoofdtoernooi, op het toernooi van Lyon, samen met de Duitse Julia Wachaczyk – hier veroverde zij meteen haar eerste titel, door het Nederlandse koppel Lesley Pattinama-Kerkhove en Bibiane Schoofs te verslaan.
Haar hoogste notering op de WTA-ranglijst is de 113e plaats, die zij bereikte in maart 2020.

## Posities op deWTA-ranglijst
Positie per einde seizoen:
| jaar | rang enkelspel | rang dubbelspel |
| ---- | -------------- | --------------- |
| 2006 | 682            | 418             |
| 2007 | 563            | 380             |
| 2008 | 461            | 356             |
| 2009 | 375            | 384             |
| 2010 | 672            | 449             |
| 2011 | 361            | 254             |
| 2012 | 312            | 308             |
| 2013 | 357            | 239             |
| 2014 | 520            | 412             |
| 2015 | 905            | –               |
| 2016 | 694            | 815             |
| 2017 | 420            | 235             |
| 2018 | 453            | 371             |
| 2019 | 228            | 254             |
| 2020 | 192            | 121             |

## Palmares
| Legenda                 |
| ----------------------- |
| Grandslamtoernooi       |
| Olympische Spelen       |
| Year-End Championships  |
| Premier Mandatory       |
| Premier Five / WTA 1000 |
| Premier / WTA 500       |
| International / WTA 250 |
| Challenger / WTA 125    |

### WTA-finaleplaatsen enkelspel
geen

### WTA-finaleplaatsen vrouwendubbelspel
| nr.              | finale     | toernooi | ondergrond    | partner         | tegenstandsters                           | score    |         |
| ---------------- | ---------- | -------- | ------------- | --------------- | ----------------------------------------- | -------- | ------- |
| gewonnen finales |            |          |               |                 |                                           |          |         |
| 1.               | 2020-03-08 | WTA Lyon | hardcourt (i) | Julia Wachaczyk | Lesley Pattinama-Kerkhove Bibiane Schoofs | 7-5, 6-4 | details |
| verloren finales |            |          |               |                 |                                           |          |         |
| geen             |            |          |               |                 |                                           |          |         |

### Gewonnen ITF-toernooien enkelspel
| nr. | finale     | toernooi            | dotatie | ondergrond    | tegenstandster in finale | score         |
| --- | ---------- | ------------------- | ------- | ------------- | ------------------------ | ------------- |
| 1.  | 2010-11-14 | Le Havre            | $10.000 | gravel        | Céline Ghesquière        | 6-2, 6-4      |
| 2.  | 2012-08-05 | Ankara              | $10.000 | gravel        | Sabina Sharipova         | 6-1, 6-0      |
| 3.  | 2012-08-19 | Boekarest           | $10.000 | gravel        | Catherine Chantraine     | 6-0, 6-1      |
| 4.  | 2012-10-28 | Dubrovnik           | $10.000 | gravel        | Lenka Juríková           | 3-6, 6-4, 6-2 |
| 5.  | 2013-02-10 | Antalya             | $10.000 | gravel        | Eva Fernández Brugués    | 6-2, 4-6, 6-2 |
| 6.  | 2013-06-30 | Balș                | $10.000 | gravel        | Anastasia Vdovenco       | 6-7, 7-6, 7-6 |
| 7.  | 2015-11-01 | Ismaning            | $10.000 | tapijt (i)    | Adrijana Lekaj           | 6-2, 6-2      |
| 8.  | 2016-12-03 | Cordenons           | $10.000 | tapijt (i)    | Laura Schäder            | 6-4, 6-2      |
| 9.  | 2016-12-11 | Ortisei             | $10.000 | tapijt (i)    | Deborah Chiesa           | 6-2, 6-7, 6-4 |
| 10. | 2017-04-02 | Sharm-el-Sheikh     | $15.000 | hardcourt     | Anastasia Vdovenco       | 6-1, 6-1      |
| 11. | 2018-02-11 | Sharm-el-Sheikh     | $15.000 | hardcourt     | Anna Pribylova           | 6-3, 6-1      |
| 12. | 2019-01-26 | Stuttgart-Stammheim | $15.000 | hardcourt (i) | Anastasia Kulikova       | 6-3, 6-1      |
| 13. | 2019-04-14 | Sunderland          | $25.000 | hardcourt (i) | Harriet Dart             | 7-5, 4-6, 6-2 |